# La Ferté-Alais
La Ferté-Alais [la fɛʁte alɛ] ist eine französische Gemeinde mit 3663 Einwohnern (Stand 1. Januar 2022) im Département Essonne in der Region Île-de-France; sie gehört zum Arrondissement Étampes und zum Kanton Mennecy.

## Lage

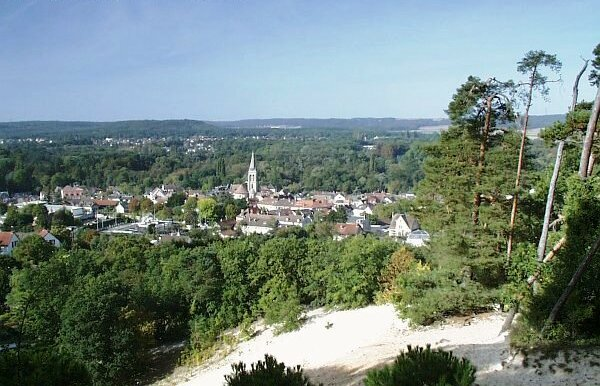
La Ferté-Alais von Osten gesehen

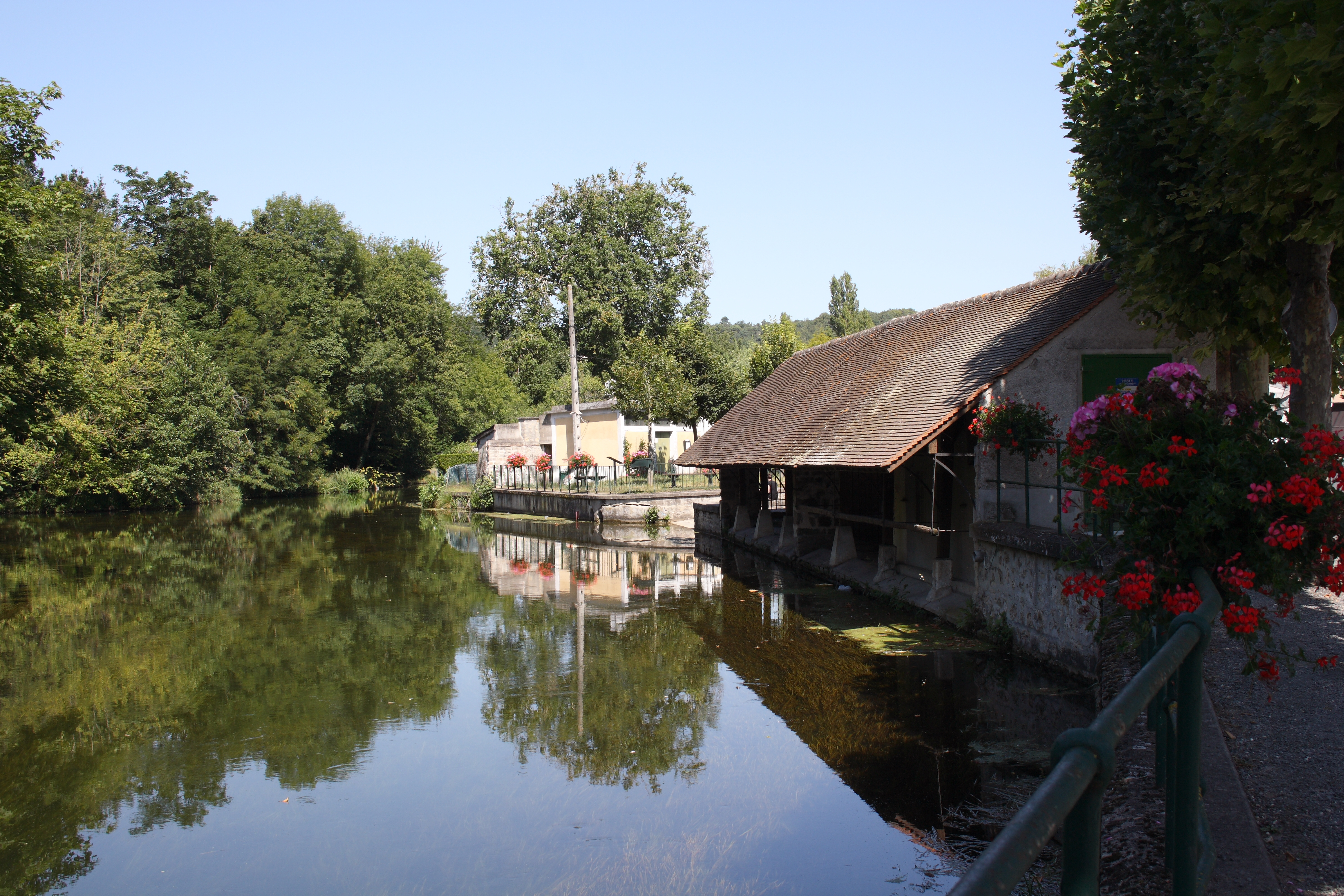
Die Essonne mit dem Waschhaus

Die Gemeinde liegt an der Essonne im Regionalen Naturpark Gâtinais français. Nachbargemeinden von La Ferté-Alais sind Boutigny-sur-Essonne und Cerny.

## Geschichte
Der frühere Name der Stadt war La Ferté-Baudouin. Ferté stammt von Firmitas, Festung, Alais vom Vornamen Adélaïde und bezieht sich auf eine Burgherrin des 11. Jahrhunderts.

## Bevölkerungsentwicklung
| Jahr      | 1962 | 1968 | 1975 | 1982 | 1990 | 1999 | 2009 | 2019 |
| Einwohner | 1391 | 1448 | 1951 | 2002 | 3211 | 3556 | 3997 | 3659 |

## Sehenswürdigkeiten
Siehe auch: Liste der Monuments historiques in La Ferté-Alais
- Die Kirche Notre-Dame de l’Assomption – eine der ersten gotischen Kirchen in der Île-de-France – wurde zwischen 1117 und 1165 gebaut.
- Waschhaus aus der Mitte des 19. Jahrhunderts[1]

## Veranstaltungen
Jährlich wird am Pfingstwochenende das Luftfahrtmeeting von La Ferté-Alais abgehalten, das tatsächlich auf dem Flugplatz von Cerny stattfindet.